# The Wrong Way to Use Healing Magic
The Wrong Way to Use Healing Magic (яп. 治癒魔法の間違った使い方 ～戦場を駆ける回復要員～, Chiyu Mahō no Machigatta Tsukai-kata: Senjō o Kakeru Kaifuku Yōin, Хибний спосіб використання магії зцілення) — серія ранобе, написана Курокатою та проілюстрована KeG. Її серіалізація онлайн розпочалася в березні 2014 року на сайті Shōsetsuka ni Narō. Згодом серія була придбана видавництвом Media Factory, яке випустило дванадцять томів з березня 2016 року по березень 2020 року під своїм імпринтом MF Books. Манґа-адаптація з малюнками Рекі Кугаяма серіалізується в сейнен-журналі манґи Kadokawa Shoten «Comp Ace» з квітня 2017 року. Вона зібрана в чотирнадцяти томах танкобон. Як ранобе, так і манґа ліцензовані в Північній Америці видавництвом One Peace Books. Продовження серії ранобе, The Wrong Way to Use Healing Magic Returns, почало публікуватися в грудні 2023 року. Аніме-серіал, створений Studio Add та Shin-Ei Animation, транслювався з січня по березень 2024 року. Анонсовано другий сезон.

## Сюжет
Кен Усато — звичайний старшокласник, тоді як його однокласники Сузуне Інукамі та Казукі Рюсен є президентом і віцепрезидентом учнівської ради своєї школи відповідно. Одного дощового вечора вони повертаються додому зі школи, коли магічне коло переносить їх до іншого світу, у Королівство Ллінґер. Його король, Король Ллойд, повідомляє їм, що вони були викликані як герої для захисту Королівства від Короля Демонів та його армії, яка була відбита після нападу на Королівство два роки тому і готується до чергового вторгнення. Наразі немає способу повернути їх до їхнього світу. Вони також дізнаються, що лише Інукамі та Казукі мали бути викликані, а Усато був викликаний випадково. Коли їх перевіряють, щоб визначити, якими магічними силами вони володіють, Усато виявляє, що він здатний використовувати магію зцілення, яка є рідкісною, але вважається слабкою і майже марною порівняно з іншими формами магії. Дізнавшись про це, Роуз, капітан Рятувальної Команди Королівства, залучає його до своєї команди і починає тренувати його, щоб він став цілителем на передовій битви, тоді як Інукамі та Казукі тренуються як воїни. З наближенням битви Усато сповнений рішучості врятувати якомога більше людей і довести, що магію зцілення не варто недооцінювати.

## Персонажі
Кен Усато (яп. 兎里 健, Usato Ken) / Усато (яп. ウサト)
Сейю: Сьоґо Саката
Звичайний старшокласник, випадково перенесений до іншого світу. Має чорне волосся (яке при певному освітленні може здаватися темно-фіолетовим) та фіолетові очі, і виявляє хист до магії зцілення — одне з найрідкісніших вмінь. Завдяки цьому Роуз залучає його до Рятувальної команди Королівства. Хоча спочатку він сором'язливий, з часом стає більш самовідданим і сильнішим як фізично, так і ментально, перетворюючись на гідного члена Рятувальної команди, сповненого рішучості рятувати інших. На Землі, як і інші хлопці в школі, він був закоханий в Інукамі, а тепер вважає її близькою подругою; як і вона, він розглядає життя в цьому світі як шанс прожити повноцінне та цілеспрямоване життя. Спочатку він боїться Роуз, але з часом починає поважати її та захоплюватися нею. Під час своїх подорожей у складі посольської місії короля Лойда він розробляє нові способи використання магії зцілення «неправильним шляхом» і знаходить нових друзів та союзників серед людей, напівлюдей та нелюдів.
Сузуне Інукамі (яп. 犬上 鈴音, Inukami Suzune) / Сузуне (яп. スズネ)
Сейю: Аяка Нанасе
Старшокласниця та президент учнівської ради своєї школи, перенесена до іншого світу. Має каштанове волосся та зелені очі, а також хист до магії грому. Вона підтримувала відчужену особистість і вела обмежене життя, можливо через народження в заможній родині, але тепер, звільнившись від цього життя, вона в захваті від нового досвіду. Вона зізнається Усато, що віддає перевагу цьому світу перед Землею і не хоче повертатися, бачачи в ньому шанс бути по-справжньому вільною та собою. Однак, вступивши в битву з армією Короля Демонів, вона розуміє реальність війни та можливість того, що її можуть убити. З розвитком сюжету, схоже, у неї з'являються почуття до Усато.
Казукі Рюсен (яп. 龍泉 一樹, Ryūsen Kazuki) / Казукі (яп. カズキ)
Сейю: Кенґо Таканасі
Старшокласник і віцепрезидент учнівської ради своєї школи, перенесений до іншого світу. Має рудувато-коричневе волосся та сіро-блакитні очі, а також хист до магії світла. Хоча в школі він здавався підлеглим Інукамі, він чутливий, розумний, турботливий і відданий своїм друзям. Він також довірливий, що змушує Усато думати про нього як про «чистого, милого і невинного» і сподіватися, що він ніколи не зміниться; він також здається трохи нетямущим у особистих стосунках, оскільки схоже не усвідомлює почуттів принцеси Селії до нього.
Роуз (яп. ローズ, Rōzu)
Сейю: Ацуко Танака
Капітан Рятувальної команди Королівства Ллінґер, яка має рідкісний хист до магії зцілення та є могутньою як магічно, так і фізично. У неї довге темно-зелене волосся, що сягає за плечі спереду та до середини спини, і зелено-золоті очі. Колишній командир батальйону в Королівській армії Ллінґера, вона залишила і свою команду, і лицарство після того, як її підлеглі загинули в битві з демонічними мисливцями на монстрів, звинувачуючи себе та свою зарозумілість у їхніх смертях. Рана від проклятого меча в тій битві залишила її зі шрамом на правому оці, який вона відмовляється лікувати і прикриває волоссям. Дізнавшись, що Усато також володіє магією зцілення, вона вербує його і особисто тренує, щоб він став членом її команди. Хоча її стиль і режим тренувань суворі, вона покладає великі надії на Усато, вважаючи його «підлеглим, який ніколи не помре», якого вона шукала (хоча вона ніколи цього йому не скаже), і сповнена рішучості зробити його своєю «правою рукою» та «ідеальним цілителем». Її іноді супроводжує Кукуру, сірувато-чорний «нуарний кролик».
Блурін (яп. ブルリン, Bururin)
Сейю: Акено Ватанабе
Синій Грізлі, ведмедеподібна істота з синім хутром, яку Усато всиновив як дитинча після того, як вона залишилася сиротою, і дав їй ім'я. Роуз дозволила йому залишитися в резиденції команди, і він офіційно вважається «власністю» Рятувальної команди. Блурін ніжний до Усато і спочатку дозволяв лише йому гладити себе, хоча пізніше дозволяє Аруку гладити його (будь-якому іншому він сильно відбиває руку).
Амако (яп. アマコ)
Сейю: Сая Айдзава
14-річна лисиця-звіролюдина, яка є Оракулом Часу, людиною що володіє силою передбачення, і вважає що Усато має силу змінити можливі фатальні майбутні. Вона з'явилася в замковому місті два роки тому, залишивши Звірозем'я в пошуках цілителя, щоб врятувати свою матір, оскільки лише люди можуть використовувати магію зцілення; до зустрічі з Усато вона не знайшла нікого достатньо сильного або охочого допомогти їй. У Ллінґері вона працює помічницею старої жінки, яка продає фрукти в місті і прихистила її. В нагороду за її пророчу допомогу король Ллойд погоджується, щоб Усато супроводжував її назад до Звірозем'я.
Орґа (яп. オルガ, Oruga)
Сейю: Ґента Накамура
Член Рятувальної команди, який є частиною «тиллової підтримки» команди. Він керує клінікою в місті зі своєю сестрою Уруру після того, як вони не змогли встигати за тренуваннями Роуз. Хоча він здатний лікувати інших, він визнає, що недостатньо сильний, щоб лікувати себе; проте Усато бачить, що цілюща магія Орґи сильніша за його.
Уруру (яп. ウルル)
Сейю: Йосіно Аояма
Член Рятувальної команди, яка є частиною «тиллової підтримки» команди. Вона керує клінікою в місті зі своїм братом Орґою після того, як вони не змогли встигати за жорстокими тренуваннями Роуз, і дуже його оберігає.
Тонґ (яп. トング, Tongu)
Сейю: Кентаро Іто]
Член Рятувальної команди, сусід Усато по кімнаті та найсильніший із п'яти підлеглих Роуз.
Мілл (яп. ミル, Miru)
Сейю: Чадо Хорії
Член Рятувальної команди.
Алек (яп. アレク, Areku)
Сейю: Тору Нара
Член Рятувальної команди, який відповідає за кухню та приготування їжі.
Ґомул (яп. ゴムル, Gomuru)
Сейю: Сосіро Хорі
Член Рятувальної команди.
Ґурд (яп. グルド, Gurudo)
Сейю: Хаято Фудзіі
Член Рятувальної команди, який має щуроподібні риси/вуха.
Принцеса Селія (яп. セリア, Seria)
Сейю: Рейна Уеда
Принцеса Королівства Ллінґер, яка розвиває почуття до Казукі, про які він або не підозрює, або вирішує ігнорувати.
Аруку (яп. アルク)
Сейю: Сьохей Комацу
Лицар Королівства Ллінґер. Зазвичай він охоронець біля замкових воріт, але також виступає захисником тилової підтримки Рятувальної команди під час битви. Він описує себе як «незграбного» і найкраще придатного для охорони, але його товариші-охоронці запевняють Усато, що він майстер як у магії, так і в майстерності меча.
Фелм (яп. フェルム, Ferumu)/Чорний Лицар (яп. 黒騎士, Kurokishi)
Сейю: Аой Юкі
Член армії Короля Демонів, яка спочатку була частиною її другого легіону, а пізніше служила під командуванням Аміли. До того, як була розкрита її справжня особистість, вона була відома як Чорний Лицар через магічну живу чорну броню. Після того, як Усато перемагає і захоплює її, Роуз використовує талісман, щоб запечатати її магію і примусово вербує її до Рятувальної команди, щоб вона стала одним з Бігачів.
Аміла (яп. アーミラ, Āmira)
Сейю: Хітомі Уеда
Командир третього легіону армії Короля Демонів. Вона і Роуз були смертельними ворогами з тих пір, як два роки тому вона ледь не вбила її господаря Неро Арджента.
Хайрулюк (яп. ヒュルルク, Hyururuku)
Сейю: Ватару Хатано
Дослідник в армії Короля Демонів, який створив двох гігантських змієподібних монстрів. Один був убитий у Лісі Темряви Ллінґера Усато та Роуз, а інший у битві Інукамі та Казукі.
Король Демонів (яп. 魔王, Maō)
Сейю: Сін-ічіро Мікі
Лідер Армії Демонів, якому сотні років і який спокійний до такої міри, що здається не гнівається на невдачі своїх підлеглих.

## Медіа

### Ранобе
Серія написана Курокатою, розпочала свою онлайн-серіалізацію у березні 2014 року на сайті Shōsetsuka ni Narō. Згодом її придбала компанія Media Factory, яка опублікувала дванадцять томів з ілюстраціями KeG у період з 25 березня 2016 року по 25 березня 2020 року під своїм імпринтом MF Books. Ранобе ліцензовано в Північній Америці видавництвом One Peace Books.
| №  | Дата виходу       | ISBN                   |
| -- | ----------------- | ---------------------- |
| 1  | 25 березня 2016   | ISBN 978-4-04-068185-6 |
| 2  | 24 червня 2016    | ISBN 978-4-04-068427-7 |
| 3  | 23 вересня 2016   | ISBN 978-4-04-068636-3 |
| 4  | 25 січня 2017     | ISBN 978-4-04-069054-4 |
| 5  | 25 квітня 2017    | ISBN 978-4-04-069191-6 |
| 6  | 25 вересня 2017   | ISBN 978-4-04-069498-6 |
| 7  | 24 лютого 2018    | ISBN 978-4-04-069727-7 |
| 8  | 25 липня 2018     | ISBN 978-4-04-065023-4 |
| 9  | 24 листопада 2018 | ISBN 978-4-04-065306-8 |
| 10 | 25 квітня 2019    | ISBN 978-4-04-065682-3 |
| 11 | 25 жовтня 2019    | ISBN 978-4-04-064060-0 |
| 12 | 25 березня 2020   | ISBN 978-4-04-064538-4 |

Продовження серії ранобе від того ж автора та ілюстратора, під назвою The Wrong Way to Use Healing Magic Returns, почало публікуватися 25 грудня 2023 року.
| № | Дата виходу     | ISBN                   |
| - | --------------- | ---------------------- |
| 1 | 25 грудня 2023  | ISBN 978-4-04-683145-3 |
| 2 | 25 березня 2024 | ISBN 978-4-04-683481-2 |

### Манґа
Манґа-адаптація з малюнками Рекі Кугаяма почала серіалізацію в журналі Kadokawa Shoten «Comp Ace» 26 квітня 2017 року. Станом на 25 березня 2025 року, її зібрано в шістнадцять томів танкобон. Манґа також ліцензована в Північній Америці видавництвом One Peace Books.
| №  | Дата виходу       | ISBN                   |
| -- | ----------------- | ---------------------- |
| 1  | 26 вересня 2017   | ISBN 978-4-04-106129-9 |
| 2  | 26 лютого 2018    | ISBN 978-4-04-106728-4 |
| 3  | 22 вересня 2018   | ISBN 978-4-04-107356-8 |
| 4  | 4 березня 2019    | ISBN 978-4-04-107897-6 |
| 5  | 26 серпня 2019    | ISBN 978-4-04-108579-0 |
| 6  | 24 березня 2020   | ISBN 978-4-04-108580-6 |
| 7  | 26 жовтня 2020    | ISBN 978-4-04-110503-0 |
| 8  | 24 квітня 2021    | ISBN 978-4-04-110504-7 |
| 9  | 26 листопада 2021 | ISBN 978-4-04-111801-6 |
| 10 | 26 березня 2022   | ISBN 978-4-04-111802-3 |
| 11 | 25 жовтня 2022    | ISBN 978-4-04-113043-8 |
| 12 | 25 березня 2023   | ISBN 978-4-04-113044-5 |
| 13 | 26 жовтня 2023    | ISBN 978-4-04-114234-9 |
| 14 | 26 березня 2024   | ISBN 978-4-04-114235-6 |
| 15 | 25 жовтня 2024    | ISBN 978-4-04-115519-6 |
| 16 | 25 березня 2025   | ISBN 978-4-04-115858-6 |

### Аніме
Аніме-адаптація була анонсована під час прямої трансляції на честь 8-ї річниці MF Books 15 серпня 2021 року. Пізніше було оголошено, що її виробництвом займуться Studio Add та Shin-Ei Animation, режисером став Такахіде Огата, Сього Ясукава відповідав за композицію серії, Кейджі Танабе — за дизайн персонажів, а Elements Garden — за музику. Серіал транслювався з 6 січня по 30 березня 2024 року на Tokyo MX та BS11. Відкриваючою темою стала пісня «Cure» у виконанні Waterweed, а заключною — «Green Jade» у виконанні ChouCho. Crunchyroll транслював серію,, а Muse Communication ліцензувала її для Південної та Південно-Східної Азії.
Другий сезон було анонсовано на Otakon 3 серпня 2024 року.

#### Серії
| № серії | Назва серії | Режисер(и)     | Сценарист(и)  | Режисер(и) анімації | Оригінальна дата показу |
| --- | --- | -------------- | ------------- | ------------------- | ----------------------- |
| 1 | «Перенесені в інший світ!» Транслітерація: «Makikomarete Isekai!» (яп. 巻き込まれて異世界！)                       | Такахіде Огата | Сього Ясукава | Такахіде Огата      | 6 січня 2024            |
| Кен Усато та його друзі, Сузуне Інукамі та Казукі Рюсен, випадково потрапляють до іншого світу через магічне коло. Королівство Ллінґер викликало їх як героїв для боротьби з Королем Демонів, але Усато опинився там ненароком. Він виявляє рідкісну магію зцілення, яка, хоч і вважається слабкою, привертає увагу Роуз, капітана Рятувальної команди. Роуз, відома своєю жорстокістю в тренуваннях, викрадає Усато, щоб перетворити його на повноцінного цілителя та частину своєї ексцентричної команди. | |                |               |                     |                         |
| 2 | «Пекельне тренування починається!» Транслітерація: «Jigoku no Hajimari!» (яп. 地獄の始まり！)                      | Такахіде Огата | Сього Ясукава | Такахіде Огата      | 13 січня 2024           |
| Після призову Усато починає своє жорстоке фізичне тренування під керівництвом Роуз, яке поступово ускладнюється. Роуз пояснює, що це необхідно, щоб він міг швидко рятувати поранених союзників. Згодом Роуз повідомляє, що готує його на свою праву руку. На завершення тренувань, Роуз відправляє Усато до небезпечного лісу, наказуючи йому не повертатися без вбитого великого грізлі. | |                |               |                     |                         |
| 3 | «Битва в Темряві Ллінґера» Транслітерація: «Kakoku! Llinger no Yami!» (яп. 過酷！リングルの闇！)                   | Такахіде Огата | Сього Ясукава | Такахіде Огата      | 20 січня 2024           |
| Усато потрапляє в Темряву Ллінґера, де стикається з грізлі та величезним білим змієм. Після того, як змій вбиває батьків ведмежати грізлі, Усато вирішує помститися за осиротіле дитинча. Він бореться зі змієм, отримуючи поранення, але врешті-решт його рятує Роуз. Усато проходить випробування Роуз, а ведмежа стає його новим супутником. | |                |               |                     |                         |
| 4 | «Усато — член Рятувальної команди!» Транслітерація: «Kyūmeidan-in Usato!» (яп. 救命団員ウサト！)                   | Такахіде Огата | Сього Ясукава | Такахіде Огата      | 27 січня 2024           |
| З наближенням битви Усато дізнається, що його місце — на передовій, де він лікуватиме поранених. До його тренувань приєднується Блурін, синій грізлі, якого Усато носить на спині, імітуючи поранених солдатів. Усато також знайомиться з Оргою Флером, який пояснює йому важливість цілителя на полі бою. Зрештою, Усато відвідує Інукамі та, попри відсутність Казукі, знаходить внутрішню рішучість перед майбутніми викликами.                                                                          | |                |               |                     |                         |
| 5 | «Усато знову в лісі!» Транслітерація: «Usato, Futatabi Mori e!» (яп. ウサト、再び森へ！)                           | Масаюкі Егамі  | Сього Ясукава | Такахіде Огата      | 3 лютого 2024           |
| На прохання короля, Усато, Інукамі, лицар Аруку та маг вирушають на тренувальну місію до лісу, взявши з собою Блуріна. Після нападу бандитів та монстрів Усато та Інукамі розділяються з групою і ночують у печері. Тим часом Казукі намагається їх знайти, але Роуз зупиняє його, впевнена, що з Усато Інукамі в безпеці. Наступного дня, після розмови про можливе повернення до Японії, їх знаходить Блурін, і група возз'єднується.                                                                     | |                |               |                     |                         |
| 6 | «Насувається небезпека...!» Транслітерація: «Semarikuru Kiki……!» (яп. 迫り来る危機……！)                            | Хідекадзу Ока  | Сього Ясукава | Такаакі Ісіяма      | 10 лютого 2024          |
| Після інциденту в лісі, звіт про бандитів з Трав'янистих земель вказує на швидке повернення армії демонів. Роуз відмовляється очолити армію, але береться за розвідку, знищуючи міст, збудований демонами. Вона також називає Усато своїм бажаним «підлеглим, який ніколи не помре». Після зустрічі з Уруру та практики зцілення, Усато бачить тривожне видіння майбутнього, де гинуть Інукамі та Казукі.                                                                                                   | |                |               |                     |                         |
| 7 | «Ніч важливих рішень!» Транслітерація: «Ketsui no Yoru!» (яп. 決意の夜！)                                          | Сюдзі Сайто    | Сього Ясукава | Такахіде Огата      | 17 лютого 2024          |
| Усато дізнається від Роуз про наближення Короля Демонів, що змушує Інукамі та Казукі готуватися до війни. Казукі, наляканий битвою, знаходить розраду в розмові з Усато, що чує і Інукамі. Напередодні вторгнення Усато отримує форму Рятувальної команди та настанови від Роуз, яка підкреслює важливість цінувати власне життя на полі бою. | |                |               |                     |                         |
| 8 | «Батальйон командирки Роуз» Транслітерація: «Daitaichō Rōzu» (яп. ⼤隊⻑ローズ)                                    | Аяка Цудзіхасі | Сього Ясукава | Такахіде Огата      | 24 лютого 2024          |
| Під час походу на поле битви Роуз згадує події дворічної давності, коли вона, будучи лицарем, очолювала розвідувальну місію. Її команда зіткнулася з демонами, що полювали на монстрів на людській території. Ситуація переросла в бій, де Роуз, демонструючи неабияку силу та швидкість, зійшлася в поєдинку з лідером демонів, Неро Арджентом. | |                |               |                     |                         |
| 9 | «Кінець і початок» Транслітерація: «Owari to Hajimari» (яп. 終わりと始まり)                                        | Такесі Незу    | Сього Ясукава | Такахіде Огата      | 2 березня 2024          |
| Під час битви з демонами, Нeро використовує проклятий клинок, що призводить до загибелі всього загону Роуз та її поранення. Її заступниця, Аул, жертвує собою заради Роуз. Охоплена горем і люттю, Роуз майже перемагає Неро, але його рятує Аміла. Після цієї трагедії Роуз створює Рятувальну команду, а в теперішньому часі схвалює успіхи Усато, готуючи його до подальших викликів. | |                |               |                     |                         |
| 10 | «Несамовитість! З'являється Чорний Лицар!» Транслітерація: «Saikyō!? Kurokishi Arawaru!» (яп. 最狂!? 黒騎⼠現る！) | Масаюкі Егамі  | Сього Ясукава | Такахіде Огата      | 9 березня 2024          |
| Битва починається, і Усато з Роуз вирушають на передову, щоб лікувати поранених. На полі бою з'являється гігантська біла змія та Чорний Лицар, чия магія Віддзеркалення робить його невразливим. Усато переживає сильний біль, коли в його свідомості відтворюється видіння смерті Інукамі та Казукі від рук Чорного Лицаря. Зрештою, Інукамі та Казукі стають жертвами магії Віддзеркалення Чорного Лицаря.                                                                                                | |                |               |                     |                         |
| 11 | «Бам! Остаточний цілющий удар!» Транслітерація: «Sakuretsu! Hishō no Kobushi!» (яп. 炸裂！ 必⽣の拳！)             | Такахіде Огата | Сього Ясукава | Такахіде Огата      | 16 березня 2024         |
| Усато рятує Інукамі та Казукі, завдавши Чорному Лицарю нищівного Цілющого Удару, який руйнує її броню. Його цілюща магія виявляється ефективною проти магії Віддзеркалення Лицаря. Після цього Інукамі та Казукі перемагають білого змія, а армія демонів відступає. Роуз визнає заслуги Усато в порятунку героїв та перемозі над ворогами. | |                |               |                     |                         |
| 12 | «Справжнє обличчя Чорного Лицаря!» Транслітерація: «Kurokishi no Sugao!» (яп. ⿊騎⼠の素顔！)                      | Такахіде Огата | Сього Ясукава | Такахіде Огата      | 23 березня 2024         |
| Усато зустрічається з Чорним Лицарем і зцілює її, усвідомлюючи взаємне скасування темної та цілющої магії. Роуз починає тренувати Усато ухилятися від атак, оскільки лікування проклятих ран неможливе. Згодом Роуз примусово залучає Чорного Лицаря до Рятувальної команди, а Усато, Інукамі та Казукі отримують завдання вирушити з дипломатичною місією. Наприкінці Усато зустрічає Амако, яка просить його про допомогу для своєї матері.                                                               | |                |               |                     |                         |
| 13 | «Початок подорожі!» (яп. 旅⽴ち！)                                                                                 | Такахіде Огата | Сього Ясукава | Такахіде Огата      | 30 березня 2024         |
| Усато вирішує використати дипломатичну місію для поїздки на територію звіролюдей, щоб врятувати матір Амако, яка є Оракулом Часу. Він дізнається справжнє ім'я Чорного Лицаря — Фелм, яку Роуз взяла на навчання. Король дає Усато дозвіл допомогти Амако, доручаючи йому доставити послання по дорозі, і Усато обирає Аруку та Блуріна як супутників. Роуз дає Усато останні настанови, перш ніж усі вирушають у подорож.                                                                                  | |                |               |                     |                         |

## Нотатки
1. 1 2  Прем'єра Tokyo MX і BS11 відбудеться 5 січня о 24:30, тобто фактично 6 січня о 12:30 за японським часом.[39]
2. ↑  Усі  назви взяті та перекладені з англійської з Crunchyroll[44].